# Asbecesta vicina
Asbecesta vicina es un coleóptero de la familia Chrysomelidae. Fue descrita científicamente por primera vez en 1903 por Weise.